# Bicigratis

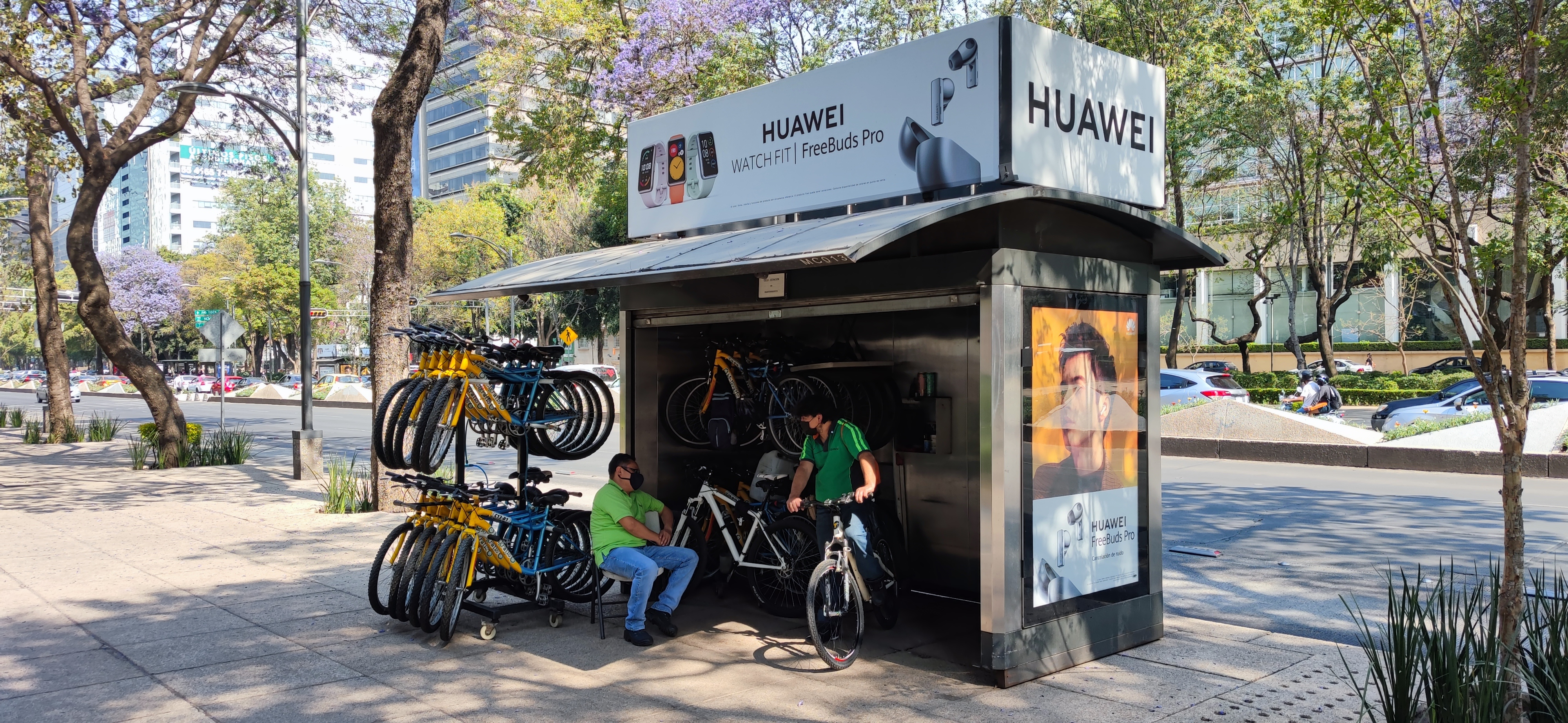
位于改革大道上的一个服务点

Bicigratis是墨西哥首都墨西哥城的一项免费公共自行车服务，由非政府组织Confianza y Gratuidad A.C.发起成立，旨在通过面向民众的免费自行车租赁服务推动墨西哥城的生态出行发展。截至2020年7月，Bicigratis在墨西哥城共设有22个车辆借取服务点，覆盖墨西哥城库奥赫特莫克区、米格尔·伊达尔戈区及科瑶坎区内包括波朗科、改革大道、历史中心及科瑶坎中心区等受到民众及旅游者欢迎的区域。

## 历史
早在2014年，Bicigratis已开始在墨西哥城南部的科瑶坎区设立服务站，并提供平日单次最长使用2小时、周日“单车开放日”（西班牙語：Ciclotón）时最长使用3小时的服务。
2019冠状病毒病疫情爆发后，为配合墨西哥城的疫情防控政策，Bicigratis曾一度中止其服务，但随着墨西哥城逐步重新开放，至2021年3月，Bicigratis再度向墨西哥民众及旅游者开放借取使用。

## 使用条件
Bicigratis提供完全免费的自行车租赁和使用服务，使用者可在开放的服务点登记后，凭包括墨西哥选民身份证、护照及驾驶证等在内的证件进行抵押，方可取车使用，单次最长使用时间为3小时。
使用者在结束使用后需在取车时的同一服务点归还车辆，如归还时超时15分钟以上，Bicigratis将向使用者收取一定的违约金。